# Francisco Javier Argerich
Francisco Javier Argerich (Buenos Aires, 12 de marzo de 1765 - Luján, 5 de abril de 1824) fue un sacerdote y político argentino, que participó de la Asamblea del Año XIII durante el período de la Independencia de la Argentina.
Hijo de Francisco Argerich y de María Josefa del Castillo, era uno de los 17 hermanos menores del médico y militar Cosme Mariano Argerich. Estudió en la Universidad de Córdoba, graduándose como maestro en artes, y continuó sus estudios eclesiásticos, siendo ordenado sacerdote en 1789. En 1792, tras un breve paso por San Isidro, fue nombrado cura párroco de la parroquia del Socorro, al norte de la ciudad de Buenos Aires. Luego fue capellán de la guarnición de blandengues situada en la Villa de Luján y durante casi quince años fue párroco de la villa de Rosario de Santa Fe.
En 1809 fue nombrado cura párroco de Luján, un cargo eclesiástico de cierta importancia; se destacó como un fuerte apoyo a la Revolución de Mayo en esa región. A fines de 1812 fue elegido representante del cabildo de Luján a la Asamblea General Constituyente que se reunió al año siguiente, destacándose como uno de los pocos diputados que se mantuvieron al margen de la presión que la Logia Lautaro ejercía sobre la Asamblea. Mientras tanto, continuaba desempeñando las funciones de cura; en ese cargo recibió y expuso al público los trofeos de la batalla de Salta, que el general Manuel Belgrano envió a la basílica de Luján. También expuso algunas banderas obtenidas en la captura de Montevideo.
Tras la disolución de la Asamblea no fue molestado, a diferencia de muchos de los miembros de la misma que sufrieron destierros o prisión, y colaboró en el desarrollo del pueblo. En plena Anarquía del Año XX, la mayor parte de los trofeos y tesoros de la Basílica de Luján fueron robados, aparentemente por tropas que respondían a las autoridades de Buenos Aires, ya que escribió sucesivas quejas y exigencias a los gobiernos porteños para que le fueran devueltas. En 1824 recibió en Luján a monseñor Giovanni Muzi, enviado por el papa Pío VII como nuncio apostólico a Chile, y que fuera el primer legado pontificio de América del Sur, y por el cual la Santa Sede reconocía implícitamente la independencia de la América española. El secretario del nuncio, Giovanni Maria Mastai Ferretti, sería años más tarde papa con el nombre de Pío IX.
Falleció en la villa de Luján el 5 de abril de 1824.